# Chutliwiec
Chutliwiec (Antechinus) – rodzaj ssaków z podrodziny myszoworów (Phascogalinae) w obrębie rodziny niełazowatych (Dasyuridae).

## Zasięg występowania
Rodzaj obejmuje gatunki występujące w Australii.

## Morfologia
Długość ciała (bez ogona) samic 6,2–14,3 cm, samców 6,5–18,8 cm, długość ogona samic 6–11 cm, samców 6,3–13,1 cm; masa ciała samic 16–100 g, samców 18–178 g.

## Systematyka
Rodzaj zdefiniował w 1841 roku brytyjsko-australijski zoolog William Sharp Macleay w artykule poświęconym nowemu rodzajowi ssaków odkrytemu przez Stuarta w Nowej Południowej Walii, opublikowanym w czasopiśmie The Annals and magazine of natural history. Gatunkiem typowym jest (oznaczenie monotypowe) chutliwiec brunatny (A. stuartii).

### Etymologia
Antechinus: gr. αντι anti ‘jak, odpowiadający’; εχινος ekhinos ‘jeż, jeżowiec’.

### Podział systematyczny
Do rodzaju należą następujące występujące współcześnie gatunki:
| Grafika | Gatunek                | Autor i rok opisu                           | Nazwa zwyczajowa           | Podgatunki   | Rozmieszczenie geograficzne                           | Podstawowe wymiary (DC – długość ciała; DO – długość ogona; MC – masa ciała) | Status IUCN |
| ------- | ---------------------- | ------------------------------------------- | -------------------------- | ------------ | ----------------------------------------------------- | ---------------------------------------------------------------------------- | ----------- |
|         | Antechinus swainsonii  | (Waterhouse, 1840)                          | chutliwiec ciemny          | monotypowy   | Tasmania                                              | DC: 10,3–16,1 cm; DO: 7,7–11 cm; MC: 39–93 g                                 | LC          |
|         | Antechinus vandycki    | A.M. Baker, Mutton, Mason & E.L. Gray, 2015 |                            | monotypowy   | południowa-wschodnia Tasmania                         | DC: 10,5–13,3 cm; DO: 9,2–11,8 cm; MC: 46–92 g                               | NE          |
|         | Antechinus mimetes     | (O. Thomas, 1924)                           |                            | monotypowy   | południowo-wschodnia Australia                        | DC: 8,5–15 cm; DO: 7,6–11,4 cm; MC: 30–112 g                                 | NE          |
|         | Antechinus minimus     | (É. Geoffroy Saint-Hilaire, 1803)           | chutliwiec bagienny        | 2 podgatunki | południowa Australia, wyspy Cieśniny Bassa i Tasmania | DC: 9,8–14 cm; DO: 6,5–10 cm; MC: 36–129 g                                   | LC          |
|         | Antechinus arktos      | A.M. Baker, Mutton, Hines & Van Dyck, 2014  |                            | monotypowy   | wschodnia Australia                                   | DC: 10,6–14,5 cm; DO: 9,4–13,1 cm; MC: 46–120 g                              | NE          |
|         | Antechinus godmani     | (O. Thomas, 1923)                           | chutliwiec małooki         | monotypowy   | północno-wschodnia Australia                          | DC: 10,3–15,5 cm; DO: 9,2–14,3 cm; MC: 42–123 g                              | LC          |
|         | Antechinus mysticus    | A.M. Baker, Mutton & Van Dyck, 2012         | chutliwiec skryty          | monotypowy   | wschodnia Australia                                   | DC: 8,1–11,7 cm; DO: 7,9–11,7 cm; MC: 18–55 g                                | NE          |
|         | Antechinus argentus    | A.M. Baker, Mutton & Hines, 2013            | chutliwiec srebrzystogłowy | monotypowy   | wschodnia Australia                                   | DC: 8,1–10,7 cm; DO: 7,8–10,8 cm; MC: 18–38 g                                | NE          |
|         | Antechinus adustus     | (O. Thomas, 1923)                           | chutliwiec rdzawy          | monotypowy   | północno-wschodnia Australia                          | DC: 8,8–12,5 cm; DO: 7,2–10,4 cm; MC: 18–42 g                                | LC          |
|         | Antechinus leo         | Van Dyck, 1980                              | chutliwiec cynamonowy      | monotypowy   | północna Australia                                    | DC: 10,9–16 cm; DO: 12,5–14 cm; MC: 32–124 g                                 | LC          |
|         | Antechinus bellus      | (O. Thomas, 1904)                           | chutliwiec płowy           | monotypowy   | północna Australia                                    | DC: 9,6–14,8 cm; DO: 9,1–13,2 cm; MC: 25–83 g                                | VU          |
|         | Antechinus flavipes    | (Waterhouse, 1838)                          | chutliwiec żółtostopy      | 3 podgatunki | południowo-zachodnia i południowo-wschodnia Australia | DC: 8,3–15,1 cm; DO: 6,5–11,6 cm; MC: 21–76 g                                | LC          |
|         | Antechinus agilis      | Dickman, Parnaby, Crowther & King, 1998     | chutliwiec zwinny          | monotypowy   | południowa i południowo-wschodnia Australia           | DC: 3,2–12,8 cm; DO: 6–11,6 cm; MC: 16–40 g                                  | LC          |
|         | Antechinus stuartii    | Macleay, 1841                               | chutliwiec brunatny        | monotypowy   | wschodnia Australia                                   | DC: 7,3–14,1 cm; DO: 6,5–12,4 cm; MC: 16–71 g                                | LC          |
|         | Antechinus subtropicus | Van Dyck & Crowther, 2000                   | chutliwiec podzwrotnikowy  | monotypowy   | wschodnia Australia                                   | DC: 8,1–13,6 cm; DO: 6,4–10,6 cm; MC: 16–78 g                                | LC          |

Kategorie IUCN:  LC  – gatunek najmniejszej troski,  VU  – gatunek narażony;  NE  – gatunki niepoddane jeszcze ocenie.
Opisano również gatunki wymarłe z plejstocenu Australii:
- Antechinus puteus Van Dyck, 1982[10]
- Antechinus yammal Cramb & Hocknull, 2010[11]
- Antechinus yuna Cramb & Hocknull, 2010[12]